# Larbaâ Nath Irathen
Pour les articles homonymes, voir Larbaâ.
Larbaâ Nath Iraten (en kabyle : Larbɛa n Aṭ Iraṭen), anciennement Ichariwen[réf. nécessaire], est une commune de la wilaya de Tizi Ouzou, dans la région de Kabylie, en Algérie.
En 2008, sa population s'élevait à 29 300 habitants.

## Géographie

### Situation
La commune de Larbaâ Nath Irathen est située au centre-est de la wilaya, à environ 10 km au sud-est de Tizi Ouzou (16,5 km par la route) et 80 à l'ouest de Béjaïa (120 km par la route).

### Communes limitrophes
| Irdjen      | Tizi Rached         |               |
|             | Larbaâ Nath Irathen | Aït Oumalou   |
| Aït Mahmoud | Beni Yenni          | Aït Aouggacha |

### Relief et hydrographie
La commune, dont l'altitude moyenne est de 937 mètres, se trouve dans une zone de montagne, sur le versant nord du massif du Djurdjura, qui culmine à 2308 mètres (mont Lalla Khedidja) et dont la ligne de crête, à une dizaine de kilomètres au sud, marque la limite de la wilaya de Tizi Ouzou (avec la wilaya de Bouira).
Au sud-ouest, la commune est délimitée par la rivière puis le lac du barrage de Taksebt, dont la source se trouve dans la commune d'Aït Boumahdi. 
Plusieurs cours d'eau affluents de cette rivière arrosent la commune.

### Voies de communication
La principale route est la N15 qui relie la N12 au nord (Tizi Ouzou-Bejaïa) à la N71 au sud. 
La N30 (Tizi Ouzou-M'Chedallah), parallèle à la N15 à l'ouest du lac de Taksebt, longe la commune au sud-ouest (elle franchit ensuite le Djurdjura au col de Kouilal).
La commune est aussi desservie par les routes de wilaya W1 (qui s'embranche sur la N30) et W5.

### Villages de la commune
La commune a un habitat dispersé : en dehors du bourg central éponyme, la population est répartie entre 24 villages d'importance variable
- Aboudid (Abudid)
- Adhouz (Aduz)
- Affensou (Afensu)
- Aguemoun (Agemun)
- Agoulmime (Agelmim) (Ikhlidjene)
- Agouni T'Gharmine (Agni Tɣermin)
- Aṭ Ali (Aṭ Ɛli) (Ikhelidjene)
- Aṭ Atelli (Aṭ Ɛtelli)
- Aṭ Frah (Aṭ Fraḥ)
- Azouza (Iɛezzuzen)
- Bouhague
- El Hammam (Lḥemmam)
- El Kantra (Lqenṭra)
- EL-Misser
- Icheriden (Icerriḍen)
- Isayaken (Iseyaken)
- Ighil Guefri (Iɣil n Yefri)
- Ighil Tazert (Iɣil Tazert)
- Imâainsrène (Imɛinsṛen)
- Imatoukène (Imaɛtuqen) (Ikhelidjene)
- Taguemount Boudfel (Tagemut n'Wedfel)
- Taourirt Mokrane (Tawrirt Meqran)
- Talouth
- Taourirt Lalla (Tawrirt Lalla) (Ikhelidjene)
- Taza
- Tighilt El Hadj Ali (Tiɣilt Lḥaǧ Ɛli)
- Thansaouth (Tansawt)
- Ighil Tiguemmounin
- Tasaft Guezra
- IFNAIEN

## Toponymie
Le nom de Larbaâ N'Aṭ Iraten peut signifier « mercredi de la tribu des Aṭ Iraten » en référence au jour du marché hebdomadaire de cette confédération qui draine un grand nombre de villageois ; Larbaâ étant en arabe le mercredi.
Le nom peut aussi signifier la 4e tribu des fils  d’Iraten (Larbaa pour 4 ou 4e, N’At Iraten pour des fils d’Iraten, mot qui à l’origine signifiait lion).

## Histoire

### La confédération des Aït Irathen
Située sur un relief tourmenté et accidenté, la grande confédération des Aït Iraten campe au nord de la chaîne montagneuse du Djurdjura, à ses avant-postes et au cœur du pays kabyle. Tous ses voisins, à l'image des Aït Djennad et Aït Ouaguenoun au nord, en plaine, les Aït Aïssi, Aït Douala, à l'ouest, les Ath Yenni, au sud-ouest, les Ath Menguellat, au sud et les Ath Fraoussen des alliés traditionnels, à l'est, subissaient plus ou moins son influence politique et militaire pour avoir été solidaires quand se présentait un danger extérieur.

### Antiquité: résistance aux Romains
Au cœur des soubresauts qui ont ébranlé le pays kabyle depuis l'Antiquité, les Irathen s'opposèrent, déjà, dans le sillage de Tacfarinas et Firmus, aux légions romaines, dont les traces sont attestées par la présence de vestiges antiques, exhumés à Taqsebt, Aguemoun Oubekkar (situé entre Tala Amara et Ighil Guefri) et Akbou, près de Sidi Khlifa, à la suite de fouilles archéologiques effectuées au siècle dernier par le lieutenant Henri Aucapitaine. 

#### Mohammed Ed-Debbah (XVIIIesiècle)
Mohammed Ed-Debbah, bey du Titteri à partir de 1750, voulut réussir là où les autres conquérants avaient échoué en tentant de soumettre coûte que coûte et par la force cette montagne. Pour ce faire, il décida de commencer sa campagne à la tête de son armée par les Ath Irathen qu'il croyait bien connaître pour avoir été élève dans l'une de leurs zaouias ; l'école coranique du village d'Adeni qu'il fréquenta dès son jeune âge.
À peine s'était-il engouffré dans les escarpements du village d'Adeni, qu'il fut abattu par un commando audacieux qui l'attendait près de Tala n Semdha et ses troupes chassées au-delà des rives du Sébaou. Sa mort fut gardée secrète pendant quelques jours pour permettre à ses soldats, à qui on invoqua un malaise de leur chef, de se retirer dans la discipline. Mohammed Ed-Debbah (l'égorgeur) fut inhumé sur la route d'Alger, près de l'ex-Rébeval (Baghlia). La maison abritant la sépulture de ce dignitaire ottoman est de nos jours en ruines.

#### Ali Khodja (1817-1818)
Le caïd turc Ali Ben Ahmed, dit Ali Khodja, dey d'Alger en 1817-1818, soutenu par des fractions tribales supplétives de la plaine des Amraoua, était parvenu à « apprivoiser » un tant soit peu les Kabyles. Il bâtit des bordjs (fortins) avancés, qu'il égrena à des distances à peu près égales les unes des autres dans la plaine afin, de contrôler les Kabyles ou les emprisonner et y collecter les impôts ; ce qui n'était pas pour plaire aux habitants de la région : nous citons Bordj-Boghni, Bordj-Sébaou, Bordj Menaïel et Bordj-Bouira sur les contreforts méridionaux du Djurdjura. 
Puis, pour concurrencer l'économie des belliqueux montagnards, il créa le marché du samedi, appelé Sebt-El-Khodja, dans la ville de Tizi-Ouzou.

### Période coloniale française
A l'époque de l'occupation coloniale, la ville fut nommée  Fort-Napoléon puis Fort-National.

#### Période de la conquête
La seule puissance qui réussit à dominer les Ath Irathen, mettant fin à l'indépendance du Djurdjura est la France. 
Plusieurs expéditions et incursions furent organisées et tentées en Kabylie. Seules les tribus de la plaine furent vaincues et encore ; à chaque fois, sous l'impulsion et les encouragements des montagnards, elles se déclaraient aussitôt insoumises.

#### Expédition de Randon (1854)
L'année 1854 vit Jacques Louis Randon, gouverneur général de l'Algérie, conduire une armée vers le cœur du Djurdjura, passant par Boubhir, à la poursuite du résistant Boubaghla (l'homme à la mule) réfugié chez les Ath Irathen. Cette expédition échoua et les contingents montagnards, sous l'impulsion de Lalla Fatma N'Soummer, pourchassèrent l'ennemi jusqu'aux limites de Tizi-Ouzou.
Après avoir doté le centre colonial de Tizi-Ouzou d'une garnison en 1855, le maréchal Randon reçut l'accord de l'empereur Napoléon III pour effectuer une expédition d'envergure sur le Djurdjura. Il réunit, pour cela tout, un arsenal.
« De toutes les tribus insoumises, la plus forte et la plus remuante était, sans contredit, celle des Béni-Raten. Par le nombre de ses fusils, par sa renommée guerrière, par ses efforts constants pour soutenir l'Indépendance commune, elle avait acquis une influence et une supériorité incontestées sur toutes les autres tribus de la Kabylie », écrivait le Capitaine Eugène Clerc dans son récit de la campagne de 1857,. « Les abattre, c'est frapper au cœur de l'indépendance kabyle », notait pour sa part Emile Carrey, dans son Récit de la campagne de 1857. C'est donc par les Ath Irathen que l'affrontement militaire devait commencer.
Forte d'une infanterie de trente cinq mille hommes, sans compter les auxiliaires goums, et de matériel de guerre lourd, l'armée française réunit en mai 1857, trois divisions avec, à leur tête, des chefs expérimentés. En face, les Ath Irathen peuvent aligner quatre mille fusils. L'attaque se déroule le 24 mai à l'aube, jour de l'Aïd tamezyant (fête de rupture du jeûne chez les musulmans). Les montagnards ont pour allié un relief qu'ils connaissent par cœur. Les Kabyles sont battus après avoir causé des pertes à l'assaillant à Taqsebt, El Djemâa, Tiguert tehla, et plus particulièrement lors de la « journée de la poudre » à Icheriden où 3 000 résistants s'étaient retranchés pour écrire une page héroïque de la résistance kabyle.
Le 28 mai, la place de Souk Larbâa est livrée par les Ath Irathen à leurs vainqueurs. Ichariouène, village situé au voisinage de la place forte des Ath Irathen, paye le tribut de la dépossession et du séquestre à l'instar des autres villages de Kabylie. Il est annexé à la caserne du fort nouvellement bâti, et ses habitants, dont la famille du célèbre poète kabyle Si Mohand Ou Mhand, sont déplacés, éparpillés. Le plus gros noyau s'installe au-dessus de l'actuel Tizi Rached, transposant le nom de leur cité sur celui de Tachraïhit. En représailles, les propriétés de la famille du chef de la résistance des Ath Irathen, le cheikh Seddik Arab — pourchassé dès le début de la conquête par le maréchal Randon — sont saisies. Dans ses mémoires, ce dernier dit du cheikh Seddik, qu'il est « la tête et le bras des Beni-Raten lors de la campagne de Kabylie ». En vérité, son aura, bien plus guerrière que religieuse, s'étend au-delà des frontières des Ath Irathen ; il prône la résistance contre tout envahisseur d'où qu'il vienne.
Le 14 juin, jour anniversaire du débarquement français dans la baie de Sidi Ferredj en 1830, au milieu de milliers de soldats triomphants, dans une solennité des grands jours, les conquérants posent officiellement, sur un piton rocheux idéalement placé, la première pierre d'une forteresse conçue suivant le système Vauban par le général du génie militaire Chabaud-Latour. Le but est stratégique : asseoir la domination et le contrôle permanent du pays kabyle. Parallèlement, le général Chabaud-Latour entreprend le tracé et la construction par les sapeurs du génie d'une importante route de montagne, pittoresque, en lacets reliant Tizi-Ouzou à la Haute montagne.
Le 24 juin, les travaux sont suspendus pour attaquer la position kabyle retranchée d'Icheriden et le 25 celle des At Yenni, accélérant la marche victorieuse des divisions commandées par les généraux Renault pour la première, Mac-Mahon pour la seconde et Joseph Vantini (dit « Yusuf ») pour la troisième.

#### Création de Fort-Napoléon (1858)
En 1858, Fort-Napoléon (du nom de l'empereur Napoléon III) est née par décret impérial et, en 1873, sont créées deux communes : l'une mixte de Fort-National (à la chute du régime impérial et la proclamation de la République en septembre 1870, cette ville-garnison avait été rebaptisée) ceignant une bonne partie du territoire des At Akerma et celui des At Ousammeur ; l'autre, dite de plein exercice (PE), allant de Kouriet chez les At Sedka jusqu'à Ighallen et At Khellili (en partie chez les At Fraoussen).
Pour marquer leur victoire, les Français érigent un arc de triomphe encore visible de nos jours à l'entrée Nord de Larbâa Nath Irathen, il porte le millésime 1857, et deux monuments glorifiant la conquête : celui d'Icheriden inauguré par le gouverneur Jules Cambon en 1895, et celui de Tamazirt, en 1910, détruit par les maquisards à la fin de la guerre d'Algérie. 

#### Révolte de Mokrani (1871)
La fièvre de la contestation au nouvel ordre colonial brutal n'allait pas tarder à resurgir, à l'occasion de l'insurrection de 1871,, à l'instigation du Bachagha Mokrani et de son allié le cheikh Aheddad. La révolte initialement localisée à la Basse-Kabylie, se propage à tout le pays kabyle, et diffuse même au-delà de ses frontières, bien qu'elle rencontra l'hostilité de l'émir Abdelkader rallié, écrit l'historien Charles-André Julien dans son Histoire de l'Algérie contemporaine (PUF, 1979). À nouveau les Ath Irathen en entier se dressent contre les colonisateurs et les relais administratifs acquis à leurs intérêts. Le Fort et sa garnison militaire, forte de 600 soldats, sont encerclés et menacés deux mois durant (du 15 avril au 15 juin), sous l'impulsion du cheikh Mohand-ou-Ali Sahnoun de la confrérie Rahmaniya. Ils ne durent leur salut qu'à l'arrivée d'une forte colonne militaire composée de 10 000 hommes, conduite par les généraux Lallemand et Cérez, depuis Tizi-Ouzou.
La population a subi un lourd tribut à la suite de l'insurrection de 1871, avec des exécutions dont celle du père du célèbre barde kabyle, Si Mohand Ou Mhand, et des déportations vers la Nouvelle-Calédonie, la Guyane et la Syrie.
C'est sur le territoire de la confédération des Ath Irathen que vit le jour la première école communale de Kabylie, en 1874, à Tamazirt précisément. Grâce à la scolarisation précoce qu'elle connut - en dépit des premières réticences dues à la résistance culturelle -, la région fut une grande pourvoyeuse d'instituteurs et de lettrés ; des émancipateurs qui accélérèrent son évolution et sa modernisation, parmi lesquels furent issus les tout premiers berbérisants algériens: Boulifa et Lechani, originaires des Irjen, Abès du village d'Azouza. Tandis que le mouvement national s'implantait progressivement en parallèle.
Par la suite, la ville de Larbâa s'agrandit peu à peu : magasins, hôtels et administrations y voient le jour. Un hôpital y est construit, tenu par des religieuses. Elle devient un centre de colonisation important, chef-lieu de la commune mixte de Fort-National aux attributions élargies. Rebaptisée Fort-National sous la Troisième République, elle bénéficia en 1946 des premières franchises municipales à l'initiative de Mohand Saïd Lechani soutenu par le gouverneur socialiste d'obédience libérale, Yves Chataigneau, sensible aux aspirations des Algériens. À cette même période, le Père Henri Genevoix s'y installe et fonde le Centre d’études berbères qui édite le Fichier de documentation berbère, une somme précieuse contenant ses collectes sur la littérature orale et l'ethnographie locale publiées artisanalement, jusqu'à son interdiction, en 1976, par Boumédiène. Plus tard, à l'indépendance, la cité reprit son nom originel de Larbaâ Nath Irathen.

### Période de la guerre d'Algérie (1954-1962)
Partie intégrante de la wilaya III, la région de Larbaa Nath Irathen a joué un rôle important durant la guerre. Plusieurs de ses enfants sont tombés au combat ou ont exercé des fonctions de premier plan au sein du mouvement national pour l’indépendance de l’Algérie. Parmi eux, il y a Abane Ramdane, « le théoricien de la révolution algérienne », le colonel Mohammedi Said, Hadni Said dit « si Lhakim », lieutenant et chef de région, le commandant Mahiouz, Smail Ougemmoun, Mohand Oubelaid Hocine, Hamoudi Tahar, Dekkal Mouhamed dit idir, Lazri Amar, Grib dit « japon », officiers de l'ALN, Fernane Hanafi, Hadni Mohamed Ameziane, régional de la fédération de France, etc. Grâce à leur engagement et leur bravoure, ainsi qu'au soutien de la population, ces hommes ont lavé l'affront de la conquête de 1857 et l'écrasement du soulèvement de 1871. Des stèles à leurs effigies ont été érigées en l'honneur des chefs historiques morts durant la guerre d’Algérie au niveau de la quasi-totalité des villages relevant de cette commune.[réf. nécessaire]

### Période de l'indépendance (depuis juillet 1962)

#### Problèmes de la Kabylie dans l'Algérie indépendante
Après la fin de l'insurrection des maquis du FFS, en 1963, opposée au nouveau régime de Ben Bella, Larbâa Nath Irathen fut le théâtre d'émeutes contre le pouvoir central d'Alger réprimées par l'armée, à l'occasion de la traditionnelle fête des cerises de juin, en 1974, sur fond de revendication identitaire, dont le prétexte fut l'annulation du gala artistique qui devait être animé par les chanteurs Aït Menguellet, Nouara et Taleb Rabah entre autres. Durant le Printemps berbère de 1980, des manifestations spectaculaires ont lieu dans la ville les 16, 17 et 18 mars. Les manifestants hardis investissent la caserne du Fort et obligent les militaires - trouvés en pleine séance de sport - à clamer des slogans en faveur de la langue et de l'identité berbères. En juin 2001, lors du « Printemps noir de Kabylie », la ville fut également le lieu d'affrontements entre la population et les gendarmes, qui ont fait six morts et une dizaine de blessés parmi les manifestants contre les injustices et le déni identitaire qui frappent la région.

#### Jumelage
Larbâa Nath Irathen a signé en 1998 des accords de coopération et de jumelage avec la ville de Saint-Denis, ancien bastion de l'émigration kabyle en Île-de-France[réf. nécessaire].

#### Incendies de l'été 2021
Le 10 août 2021, Larbaâ Nath Irathen est fortement touchée par des feux de forêt qui font plusieurs morts. Le 15 août 2021, 18 victimes sont inhumées rien que dans le hameau d'Agoulmim. Le 11 août 2021, un artiste peintre venu de Miliana pour aider la population à éteindre les feux, Djamel Bensmail, a été lynché, torturé puis brûlé vif sur la place publique, une enquête a été ouverte autour des circonstances de son assassinat.

## Économie
L'économie locale est essentiellement agricole, elle repose surtout sur l'arboriculture de montagne. L'olivier et le figuier sont sources de revenus non négligeables, même si leur culture est en recul. À côté, le cerisier, introduit sous la colonisation par bouturage, a trouvé un climat et une altitude propices à sa culture et son développement, surtout sur les versants Nord de la confédération.
L'artisanat des Ath Irathen se résumait à la fabrication de poudre de guerre vendue au prix fort sur les marchés de Kabylie, de tuiles rondes et d'ustensiles domestiques ou d'outils agricoles indispensables aux paysans. Sur le plan industriel, il semble établi que la confédération ait connu l'extraction de l'or à un moment de son histoire, comme l'atteste le toponyme agouni Bouragh (le plateau de l'or), du nom d'un village de la commune des Ait Oumalou.
Le petit commerce de proximité s'est développé pour sa part partout, avec une multitude de petites échoppes disséminées le long de la RN 15 et dans les chefs-lieux communaux. C'est davantage l'émigration précoce, surtout vers la France dès la fin du XIXe siècle et bien plus tard l'enrôlement des Kabyles dans l'activité pétrolière au Sud de l'Algérie qui ont contribué au développement local.

## Relations internationales

### Jumelages
| Ville | Ville       | Pays | Pays   | Période               |
| ----- | ----------- | ---- | ------ | --------------------- |
|       | Saint-Denis |      | France | depuis le 12 mai 1998 |

## Personnalités liées à la commune
- Abane Ramdane (1920-1957), chef historique durant la guerre d’Algérie, initiateur de la plateforme de La Soummam en août 1956, est né au village d'Azouza.
- Saïd Mohammedi (1912-1994), colonel durant la guerre d’Algérie, né à Ait Frah.
- Salah Assad, joueur de football national y est né en 1958.
- Marius de Buzon (1879-1958), artiste peintre de l'école d'Alger, prix Abd El Tif 1913, y vécut.
- Rachid Arhab, journaliste franco-algérien, y est né en 1955.
- Belkacem Radjef (1909-1989), membre fondateur de l'ENA (L'étoile nord-africaine), y vit le jour.
- Melbouci si Hacène, né le 13 mars 1908 au douar Ait-Oumalou (neveu de (Belkacem Radjef), homme politique membre du comité directeur de la direction de l’Etoile Nord Africaine en 1932. Il a été le militant qui a cassé les urnes du bureau de vote à Larbaa Nath irathen lors des élections de 1948 et luttait pour l’indépendance de l’Algérie. Melbouci est décédé en 1995.
- Si Djilani (1886-1953), membre fondateur de l'ENA (L'étoile nord-africaine), issu d'Ait Oumalou.
- Ahmed Yahiaoui membre fondateur de l'ENA (L'étoile nord-africaine) né à Ait Frah[20].
- Cheikh Nourredine (1918-1999), chansonnier et comédien, né à Aguemoun.
- Zohra, chanteuse, née à Aguemoun.
- Si Mohand Ou Mhand (aussi connu sous le nom de Si Muhand U M'hand N Aït Hamadouch), poète du XIXe siècle, célèbre poète et philosophe algérien de la confédération tribale des Aït Iraten, y est né dans le village d'Aguemoun entre 1840 et 1845.
- Mohand Ouramdane Larab, écrivain, chercheur en littérature orale amazigh. Originaire du village Ikhlidjene Agoulmim.
- Djamel Bensmail, jeune bénévole et militant du Hirak, lynché à mort en 2021 à Larbaâ Nath Irathen puis brûlé et mutilé pour suspicions d'incendies criminels, accusations qui se sont révélées erronées par la suite[21],[22].
- Cherif Mellal, ancien président du club de la Jeunesse Sportive de kabylie de 2018 à 2021.
- Mohand Cherif Hannachi, ancien président du club de la Jeunesse Sportive de kabylie de 1993 à 2017.